# Các nhà thờ gỗ tại Vùng núi Karpat thuộc Slovakia
Các nhà thờ bằng gỗ ở Dãy núi Karpat là tên một Di sản thế giới của UNESCO, gồm 9 ngôi nhà thờ bằng gỗ, được đựng lên từ thế kỷ thứ 16 tới thế kỷ 18 tại 8 nơi khác nhau ở Slovakia.
Các nhà thờ này gồm 2 nhà thờ thuộc giáo hội Công giáo Rôma ở Hervartov, Tvrdošín, 3 nhà thờ Giáo hội Luther thuộc Tin Lành (gọi là nhà thờ Articular) ở Hronsek, Leštiny, Kežmarok và 3 nhà thờ thuộc giáo hội Công giáo Hy Lạp thuộc Công giáo Đông phương ở Bodružal, Ruská Bystrá, Ladomirová cùng một tháp chuông ở Hronsek.
Cùng với 9 nhà thờ nêu trên, Slovakia còn có khoảng trên 50 nhà thờ bằng gỗ khác (xem bản đồ).

## Danh sách
| Nhà thờ                                                 | Địa điểm                                         | Thời kỳ   | Tọa độ                                        | Hình ảnh |
| ------------------------------------------------------- | ------------------------------------------------ | --------- | --------------------------------------------- | -------- |
| Nhà thờ Thánh Phanxicô Assisi ở Hervartov               | (Công giáo Rôma) Hervartov (Vùng Prešov)         | thế kỷ 15 | 49°14′50″B 21°12′15″Đ / 49,24722°B 21,20417°Đ |          |
| Nhà thờ Các Thánh ở Tvrdošín                            | (Công giáo Rôma) Tvrdošín (Vùng Žilina)          | thế kỷ 15 | 49°20′10″B 19°33′30″Đ / 49,33611°B 19,55833°Đ |          |
| Nhà thờ gỗ Kežmarok                                     | (Giáo hội Luther) Kežmarok (Vùng Prešov)         | 1717      | 49°8′35″B 20°25′50″Đ / 49,14306°B 20,43056°Đ  |          |
| Nhà thờ gỗ Leštiny                                      | (Giáo hội Luther) Leštiny (Vùng Žilina)          | 1688      | 49°11′25″B 19°21′37″Đ / 49,19028°B 19,36028°Đ |          |
| Nhà thờ gỗ Hronsek                                      | (Giáo hội Luther) Hronsek (Vùng Banská Bystrica) | 1726      | 48°38′56″B 19°9′17″Đ / 48,64889°B 19,15472°Đ  |          |
| Tháp chuông Hronsek                                     | (Giáo hội Luther) Hronsek (Vùng Banská Bystrica) |           | 48°38′56″B 19°9′19″Đ / 48,64889°B 19,15528°Đ  |          |
| Nhà thờ Thánh Nicôla ở Bodružal                         | (Công giáo Hy Lạp) Bodružal (Vùng Prešov)        | 1658      | 49°21′9″B 21°42′28″Đ / 49,3525°B 21,70778°Đ   |          |
| Nhà thờ Thánh Michael Tổng lãnh thiên thần ở Ladomirová | (Công giáo Hy Lạp) Ladomirová (Vùng Prešov)      | 1742      | 49°19′42″B 21°37′35″Đ / 49,32833°B 21,62639°Đ |          |
| Nhà thờ Thánh Nicôla ở Ruská Bystrá                     | (Công giáo Hy Lạp) Ruská Bystrá (Vùng Košice)    | thế kỷ 18 | 48°51′25″B 22°17′47″Đ / 48,85694°B 22,29639°Đ |          |